# Jantje Fleischhut
Jantje Fleischhut (Wilhelmshaven, 1972) is een beeldend kunstenaar die actief is als sieraadontwerper. Vanaf 2002 heeft zij een atelier in Amsterdam.

## Biografie
Fleischhut is opgeleid te Pforzheim als edelsmid (1991-1993). Ze was een aantal jaren werkzaam in het atelier van Georg Plum te Hamburg en zette vervolgens haar studie voort aan de Gerrit Rietveld Academie te Amsterdam (1997-2000) en het Sandberg Instituut (2000-2002).
Fleisschut werkt met materialen als zilver, fiberglas, kunststof en objets trouvés.
In 2008 ontving Fleischhut de Duitse Herbert Hofmann-Preis.